# Högre utbildning
Med högre utbildning (studier) avses utbildning vid universitet, akademier, högskolor, seminarier, konservatorier och liknande institutioner. Motsvarande begrepp finns på många språk (exempelvis franska études supérieures, engelska higher education och tyska höhere Bildung). Ofta används akademisk utbildning synonymt eller närmast synonymt med högre utbildning. 
Högre utbildning följer efter sekundärutbildning, exempelvis gymnasieskola. Den är därmed en del av den eftergymnasiala utbildningen, vilken även omfattar viss typ av yrkesutbildning. Högre utbildning bedrivs vanligtvis under flera år och har någon form av fördjupning. Vanligtvis avslutas den med en akademisk examen. Till högre utbildning räknas även forskarutbildning. 
Gränsen mellan högre utbildning med stark yrkesinriktning och annan avancerad yrkesutbildning är inte väldefinierad och kan skilja sig från land till land. Över tid har också vissa eftergymnasiala yrkesutbildningar akademiserats och därigenom kommit att räknas till den högre utbildningen.

## Sverige
I Sverige ges högre utbildning vid statliga universitet och högskolor eller på motsvarande enskilda lärosäten. Sverige och de övriga nordiska länderna spenderar mer av offentliga medel än övriga OECD-länder på högre utbildning.

## Högre utbildning i olika länder

### Storbritannien
Inom ramen för devolutionen i Förenade kungariket styrs utbildningen separat i England, Wales, Nordirland och Skottland. I England motsvarar termen "tertiär utbildning" den globala termen "högre utbildning" (det vill säga utbildning efter 18 år). År 2018 antog den walesiska regeringen termen "tertiär utbildning" för att beteckna utbildning och träning efter 16 års ålder i Wales. Sedan 1970-talet kallar specialiserade fortsättningsskolor i England och Wales sig själva för "tertiära colleges", även om de är en del av processen för sekundär utbildning. Dessa institutioner betjänar både skolavslutare och vuxna, och kombinerar därmed huvudfunktionerna hos FE-colleges och sixth form colleges.

### Europeiska unionen
Även om högre utbildning inom EU inkluderar universitetsutbildning kan den skilja sig mellan olika länder.

### Frankrike
Efter avslutad förskola (fr. école maternelle), lågstadium (fr. école primaire), mellanstadium (fr. collège) och högstadium (fr. lycée) kan en elev börja på universitet, men kan också välja att sluta här.  

### Tyskland
Utbildning i Tyskland är främst under ansvar för de enskilda tyska delstaterna (Länder), och den federala regeringen spelar endast en marginell roll. Tyskland kan stoltsera med några av världens mest prestigefyllda, högt rankade universitet, kända för sin rika historia och framstående forskning. Tyskland är välkänt internationellt för sin modell för yrkesutbildning Ausbildung (lärlingsutbildning), inom vilken cirka 50 procent av alla skolavslutare går vidare till yrkesutbildningar.  

### Kanada
Högre utbildning i Kanada inkluderar provinsiella, territoriella, ursprungsbefolknings- och militärhögnivåsystem. Målet med kanadensisk högre utbildning är att ge varje kanadensare möjlighet att förvärva de färdigheter och kunskaper som behövs för att förverkliga sin fulla potential. Den strävar efter att utveckla en världsklass arbetsstyrka, öka sysselsättningsgraden bland kanadensare och säkerställa Kanadas hållbara välstånd. Programmen för högre utbildning är noggrant utformade med studentens perspektiv i åtanke, för att mildra risker och säkerställa vissa resultat.